# Okręg Konstanca
Konstanca – okręg we wschodniej Rumunii (Dobrudża), ze stolicą w mieście Konstanca. Okręg ma powierzchnię 7071 km² i w 2011 r. liczył 684 082 mieszkańców, gęstość zaludnienia wynosiła 96,7 os./km².

## Struktura narodowościowa
Według spisu ludności z roku 2011 okręg Konstanca zamieszkiwały następujące narodowości:
- Rumuni - 83,4%
- Turcy - 3,04%
- Tatarzy - 2,87%
- Romowie - 1,25%
- Rosjanie - 0,522%
- Macedończycy - 0,074%
- Węgrzy - 0,066%
- Grecy - 0,039%
- Ormianie - 0,038%
- Niemcy - 0,021%

## Miasta
- Konstanca
- Medgidia
- Mangalia
- Năvodari
- Cernavodă
- Ovidiu
- Hârșova
- Murfatlar
- Eforie
- Techirghiol
- Negru Vodă
- Băneasa